# Faina Vitebsky
Faina Reinhardt Vitebsky est une actrice polonaise de télévision.

## Filmographie
- 2006 : New York, unité spéciale (saison 7, épisode 15) : Josie Post
- 2006 : Sex & Sushi
- 2006 : Les Soprano
- 2012 : Louie
- 2012 : Royal Pains
- 2014 : Saison 4 de Person of Interest